# Grande Altar de Hércules

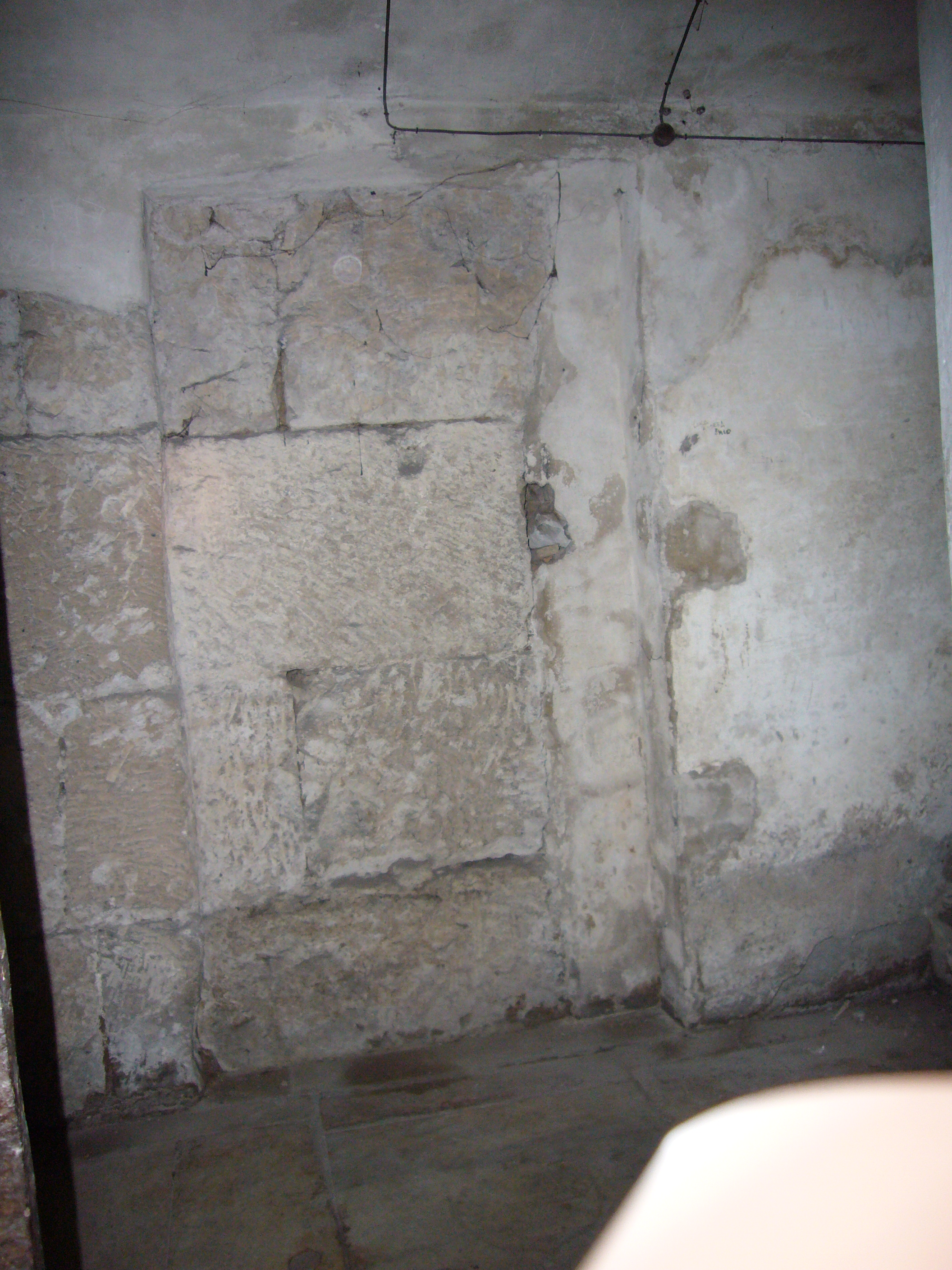
Tufo calcário localizado na cripta da Santa Maria em Cosmedin que possivelmente seria parte do altar de Hércules.

O Grande Altar do Inconquistável Hércules (em latim: Herculis Invicti Ara Maxima) foi um altar situado no Fórum Boário da Roma Antiga. Foi o centro de culto a Hércules mais antigo de Roma, precedendo ao circular Templo de Hércules Vencedor e existiu até o século XV quando foi demolido a mando do papa Sisto IV (r. 1471–1484). A tradição romana aponta sua localização como o local onde Hércules matou o gigante Caco e atribui sua construção à Evandro. Na Roma moderna, o sítio se situa no nordeste da praça da Boca da Verdade (Bocca della Verità), ao norte de Santa Maria em Cosmedin.
O altar original foi destruído com o Grande Incêndio de Roma de 64 d.C., mas foi reconstruído e permaneceu estável até o século IV. Sua localização exata é incerta, uma vez que não há vestígios dele. Várias referências clássicas citam o altar, dentre as quais Varrão que em nota justificou a exclusão de mulheres nos cultos no altar, bem como o uso de carnes em sacrifícios. Os ritos no altar de Hércules foram únicos dentre os cultos ao herói em que neles foram realizados o ritu Graeco.